# Durant (Misisipi)
Durant es una ciudad del Condado de Holmes, Misisipi, Estados Unidos. Según el censo de 2000 tenía una población de 2.932 habitantes.

## Demografía
Según el censo de 2000, había 2.932 personas, 1.075 hogares y 744 familias residiendo en la localidad. La densidad de población era de 507,6 hab./km². Había 1.209 viviendas con una densidad media de 209,3 viviendas/km². El 28,79% de los habitantes eran blancos, el 70,16% afroamericanos, el 0,14% amerindios, el 0,31% asiáticos, el 0,00% isleños del Pacífico, el 0,07% de otras razas y el 0,55% pertenecía a dos o más razas. El 0,78% de la población eran hispanos o latinos de cualquier raza.
Según el censo, de los 1.075 hogares en el 35,3% había menores de 18 años, el 35,9% pertenecía a parejas casadas, el 30,1% tenía a una mujer como cabeza de familia, y el 30,7% no eran familias. El 28,7% de los hogares estaba compuesto por un único individuo, y el 14,3% pertenecía a alguien mayor de 65 años viviendo solo. El tamaño promedio de los hogares era de 2,68 personas, y el de las familias de 3,32.
La población estaba distribuida en un 30,9% de habitantes menores de 18 años, un 10,2% entre 18 y 24 años, un 24,1% de 25 a 44, un 18,9% de 45 a 64, y un 15,9% de 65 años o mayores. La media de edad era 32 años. Por cada 100 mujeres había 86,5 hombres. Por cada 100 mujeres de 18 años o más, había 72,5 hombres.
Los ingresos medios por hogar en la localidad eran de 19.659 dólares ($), y los ingresos medios por familia eran 25.065 $. Los hombres tenían unos ingresos medios de 26.500 $ frente a los 20.200 $ para las mujeres. La renta per cápita para la ciudad era de 12.210 $. El 35,1% de la población y el 27,9% de las familias estaban por debajo del umbral de pobreza. El 44,1% de los menores de 18 años y el 26,7% de los habitantes de 65 años o más vivían por debajo del umbral de pobreza.

## Geografía
Según la Oficina del Censo de los Estados Unidos, Durant tiene un área total de 5,8 km² de los cuales 5,8 km² corresponden a tierra firme y 0,1 km² a agua. El porcentaje total de superficie con agua es 0,89%.